# Tessa Giele

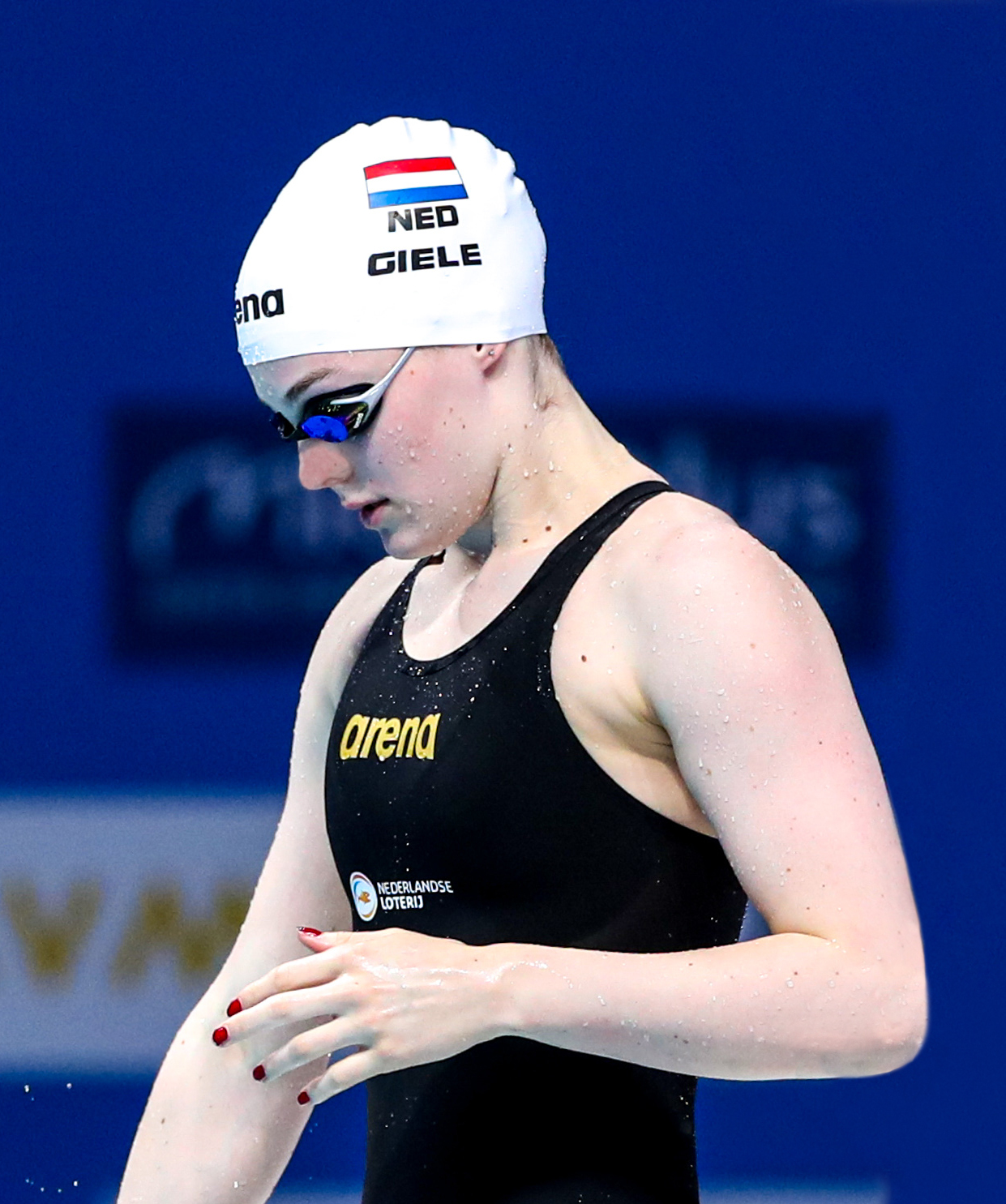
Tessa Giele bei den Europameisterschaften 2021

Tessa Giele (* 1. November 2002) ist eine niederländische Schwimmerin. Sie gewann bis März 2024 bei Weltmeisterschaften auf der 25-Meter-Bahn eine Goldmedaille und zwei Bronzemedaillen. Bei Europameisterschaften erschwamm sie einmal Gold und zweimal Bronze auf der Langbahn sowie einmal Gold und einmal Bronze auf der Kurzbahn.

## Sportliche Karriere
Giele trat bereits 2018 erstmals beim Weltcup an.
Wegen der Covid-19-Pandemie wurden die für 2020 geplanten internationalen Meisterschaften erst 2021 ausgetragen. Bei den Europameisterschaften in Budapest trat Giele dreimal an, schied aber jeweils im Vorlauf aus. Ihre beste Leistung war der 17. Platz über 50 Meter Rücken, ihr fehlten 0,05 Sekunden zum Einzug ins Halbfinale. Im November bei den Kurzbahneuropameisterschaften in Kasan belegte sie den siebten Platz über 100 Meter Schmetterling. Einen Monat später bei den niederländischen Kurzbahnmeisterschaften gewann sie sieben Meistertitel. Zwei Wochen später bei den Kurzbahnweltmeisterschaften in Abu Dhabi gewann Giele die Bronzemedaille mit der 4-mal-50-Meter-Lagenstaffel, wobei sie nur im Vorlauf eingesetzt worden war. In der 4-mal-50-Meter-Mixed-Lagenstaffel schwammen im Vorlauf Tessa Giele, Arno Kamminga, Nyls Korstanje und Kim Busch die drittschnellste Zeit. Im Endlauf siegten Kira Toussaint, Arno Kamminga, Ranomi Kromowidjojo und Thom de Boer. Alle sieben Beteiligten erhielten eine Goldmedaille.
Im Juni 2022 bei den Weltmeisterschaften in Budapest belegte Giele den siebten Platz mit der 4-mal-100-Meter-Freistilstaffel in der Besetzung Valerie van Roon, Kim Busch, Tessa Giele und Marrit Steenbergen. Die 4-mal-100-Meter-Mixed-Freistilstaffel mit Stan Pijnenburg, Jesse Puts, Tessa Giele und Marrit Steenbergen wurde Fünfte. Zwei Monate später bei den Europameisterschaften in Rom siegte die 4-mal-100-Meter-Mixed-Lagenstaffel mit Kira Toussaint, Arno Kamminga, Nyls Korstanje und Marrit Steenbergen. Tessa Giele erhielt für ihren Einsatz im Vorlauf ebenfalls Gold. Mit der 4-mal-100-Meter-Mixed-Freistilstaffel belegte sie den sechsten Platz. In der 4-mal-100-Meter-Freistilstaffel wurden Kim Busch, Tessa Giele, Valerie van Roon und Marrit Steenbergen Dritte hinter den Britinnen und den Schwedinnen. Nach dem vierten Platz über 50 Meter Freistil trat Giele zum Abschluss mit der 4-mal-100-Meter-Lagenstaffel an. Die Staffel erreichte das Finale mit Kira Toussaint, Tes Schouten, Tessa Giele und Valeria van Roon in der drittbesten Vorlaufzeit hinter den Schwedinnen und den Italienerinnen. Im Finale siegten die Schwedinnen vor den Französinnen. Toussaint, Schouten, Maaike de Waard und Steenbergen wurden Dritte mit 0,22 Sekunden Vorsprung vor den Italienerinnen. Alle sechs beteiligten Niederländerinnen erhielten eine Bronzemedaille.
2023 siegte Tessa Giele bei den U23-Europameisterschaften über 50 Meter Rücken. Im Dezember 2023 bei den Kurzbahneuropameisterschaften in Otopeni belegte Giele den fünften Platz mit der 4-mal-50-Meter-Freistilstaffel. Die niederländische 4-mal-50-Meter-Lagenstaffel wurde Vierte. Bei ihren Einzelstarts wurde sie Fünfte über 50 Meter Rücken und siegte über 50 Meter Schmetterling, wo sie zeitgleich mit der Griechin Anna Doudounaki anschlug. Eine zweite Medaille gewann sie in der 4-mal-50-Meter-Mixed-Lagenstaffel. Im Endlauf schwammen Kira Toussaint, Caspar Corbeau, Tessa Giele und Kenzo Simons. Arno Kamminga, Sean Niewold und Valerie van Roon erhielten Bronze für ihren Vorlaufeinsatz.
2024 bei den Olympischen Spielen in Paris trat Giele in vier Disziplinen an. Bei ihrem einzigen Einzelstart über 100 Meter Schmetterling schied sie als 15. im Halbfinale aus. Die niederländische 4-mal-100-Meter-FReistilstaffel verpasste als Neuntschnellste der Vorläufe den Finaleinzug um eine halbe Sekunde. Die Lagenstaffel mit Maaike de Waard, Tes Schouten, Tessa Giele und Marrit Steenbergen erreichte das Finale und belegte den achten Platz. In der 4-mal-100-Meter-Mixed Lagenstaffel waren Tessa Giele und Kai van Westering nur im Vorlauf dabei. Im Endlauf schwammen Kira Toussaint, Caspar Corbeau, Nyls Korstanje und Marrit Steenbergen auf den sechsten Platz.